# سیستم مارپیچ
سیستم مارپیچ (انگلیسی: Serpentine system) روشی است که در سازماندهی رقابت برای تعریف تیم‌ها و سیدبندی آن‌ها می‌باشد. n تیم رتبه‌بندی نشده حاضر در تورنمنت در m استخر (جایگاه) با توجه به الگوریتم زیر توزیع می‌شوند: (برای توزیع مناسب و تعادل در گروه‌بندی تیم‌ها)
| جایگاه 1 | جایگاه 2 | . . . | جایگاه m − 1 | جایگاه m |
| -------- | -------- | ----- | ------------ | -------- |
| 1        | 2        | . . . | m − 1        | m        |
| 2m       | 2m − 1   | . . . | m + 2        | m + 1    |
| 2m + 1   | 2m + 2   | . . . | 3m − 1       | 3m       |
| ...      |          |       |              |          |

به عنوان مثال ، ۱۲ تیم در استخرهای (جایگاه‌های) چهار تیمی ، طبق سیستم مارپیچ ، به شرح زیر سازماندهی می شوند:
| جایگاه 1 | جایگاه 2 | جایگاه 3 |
| -------- | -------- | -------- |
| 1        | 2        | 3        |
| 6        | 5        | 4        |
| 7        | 8        | 9        |
| 12       | 11       | 10       |

(توضیح بیشتر جدول بالا) : یعنی در گروه اول تیم‌های با رتبه‌های از قبل نسبت داده‌شده ۱ و ۶ و ۷ و ۱۲ قرار میگیرند و به همین ترتیب در گروه دوم تیم‌های با رتبه‌های ۲ و ۵ و ۸ و ۱۱ و در گروه سوم تیم‌های با رتبه‌های ۳ و ۴ و ۹ و ۱۰.